# Арістобул (син Ірода Великого)
Арістобул, Арістобул IV (35 до н. е. — 7 до н. е., Севастія) — син Ірода Великого та його другої дружини Маріамни. Його старший брат також був від цього шлюбу. Обидва брати довший час були спадкоємцями трону Ірода Великого. У 7 р. до н. е. страчені через державну зраду.

## Походження
По батьківській лінії Маріамна була онучкою Арістобула ІІ, останнього незалежного царя династії Хасмонеїв перед тим, як Юдея стала провінцією Римської імперії. По материнській лінії Маріамна була онучкою Гіркана ІІ, первосвященника. ЇЇ бабусею була цариця Юдеї — Саломея Александра. Із шлюбу з Іродом Маріамна народила п'ятеро дітей: Александр, Арістобул, дочка Салампсо, дочка Кіпра, та третій син, що помер рано, ім'я якого невідоме. У 29 р. до н. е. Маріамну, їх матір,  через звинувачення у зраді страчено і ця подія залишила глибокий слід у долі братів.

## Освіта у Римі
У 22 році до н. е. Арістобул та Александр послані у Рим здобувати освіту. Вони спочатку проживали і виховувалися у домі римлянина, державного діяча Полліона. Пізніше їх переселили у помешкання Палацу імператора Августа. Перебування у Римі тривало близько 5 років.

## Спадкоємці
Після свого повернення у Юдею 17 р. до н. е. Арістобул та Александр були привітно зустрінуті населенням. Через своє хасмонейське походження та привабливий вигляд обидва брати мали прихильне ставлення до себе. Однак при царському дворі до них було насторожливе ставлення через їх відкрите бажання помсти за свою страчену матір. Особливо цим були стривожені сестра Ірода Великого — Саломе, та їх брат Ферорас. Ірод Великий старався об'єднати ідумейські роди та хасмонеїв та одружив Арістобула із дочкою його сестри Саломеї — Береніке. У цьому шлюбі народжені діти:
- Ірод Халкіський,
- Ірод Агріппа I,
- Арістобул, одружений із Йотапе, дочкою царя Хомса — Самсігерамоса ІІ,
- Іродіада, дружина Ірода Боета,
- Маріамна, дружина Ірода Архелая

Стосунки із батьком ставали напруженими внаслідок виставлення Арістобулом свого хасмонейського походження та презирливого ставлення до ідумеїв. Ірод на цей розвиток відповів приближенням до двору свого першого сина від Дорів — Антипатра, якого він визнає у 13 р. до н. е. одним із спадкоємців трону. Александр і Арістобул ще більше віддалилися від Ірода. Антипатр отримує підтримку і Саломеї і Фероса у боротьбі за трон. 11 р. до н. е. Александр і Арістобул були звинувачені Іродом Великим у Аквілеї перед імператором Августом, який проте закликав сім'ю до примирення. Три роки потому братів знову звинувачують у змові проти царя. Цього разу допоміг залагодити справу Архелай, цар Каппадакії і тесть Александра.

## Страта
Інтриги, розіграні лакедомійцем Евриклом, привели до фатальних наслідків. Обидва брати за дозволом імператора Октавіана Августа мали постати перед судом у Бейруті. Проте вони не змогли взяти участь у суді. За вироком суду обидва були повішені у Севастії.